# Prisión privada
Una prisión privada o cárcel con fines de lucro, es un lugar donde los individuos están físicamente restringidos o encarcelados por una tercera persona que una agencia gubernamental contrata. Las compañías de prisiones privadas suelen tener acuerdos contractuales con los gobiernos que someten a los prisioneros y luego, pagan una tasa diaria o mensual, o bien por cada prisionero en el establecimiento o por cada sitio disponible, estando éste ocupado o no. Este tipo de contratos pueden ser para el mantenimiento de la instalación o para el diseño, la construcción y funcionamiento.
Las prisiones privadas son controversiales. La parte buena de que los operadores privados contraten prisiones es que se ahorra dinero. La parte mala de esto es concernir que habrá un compromiso de los derechos y un trato justo con los presos y ciudadanos, debido a la variedad de factores que se verán más adelante.

## Australia
Australia abrió su primera prisión privada, Borallon Correctional Centre, en 1990.
En 2018, un 18.4% de presos en Australia fueron retenidos en prisiones privadas. Una tasa mucho más alta que en Estados Unidos, que era un 8.4%.

## Argumentos a favor y en contra
Un libro escrito en el 2016 por Anastasia Glushko (una extrabajadora en el sector de la prisión privada) argumenta a favor de las prisiones privadas en Australia. De acuerdo con la autora, gracias a las prisiones privadas ha disminuido el coste de retención de presos y han mejorado las relaciones positivas entre los reclusos y los trabajadores de allí.
Contratar los servicios de la prisión a las compañías privadas ha permitido recortar hasta la mitad de costes.
Comparado con los 270$ por día en una prisión australiana sustentada por el gobierno, cada preso de Acacia Prision, cárcel de propiedad privada, cerca de Peth, le cuesta al contribuyente 182$. Glushko afirma que también se ha observado un comportamiento más positivo de los prisioneros durante la privatización en Australia debido a tener actitudes más respetuosas hacia los internos y programas de orientación, aumentando el tiempo libre fuera de la celda y más actividades constructivas.
Sin embargo, un informe de la Universidad de Sídney en 2016 mostró que, en general, todos los estados de Australia carecía de enfoques integrales para responsabilizarse de las prisiones privadas ante el gobierno. Los autores afirmaron que de todos los estados, Australia Occidental tenía el “enfoque regulatorio más desarrollado” para las responsabilidades de las prisiones privadas, como habían aprendido de los ejemplo en Queensland y Victoria. Australia Occidental proporcionó mucha información sobre el funcionamiento de las prisiones privadas al estado al público, lo que facilita la evaluación del rendimiento. Sin embargo, los autores señalan que a pesar de esto, en general, es difícil comparar el desempeño y los costos de las prisiones públicas y privadas, ya que a menudo albergan diferentes tipos y cantidades de presos, en diferentes estados y con diferentes regulaciones. Señalan que la prisión de Acacia, que suele mostrarse como ejemplo de cómo las cárceles privadas pueden estar bien administradas, no puede servir como ejemplo general de la privatización de la prisión.

## Cárceles privadas para inmigrantes
Varias prisiones de inmigración australianas trabajan de manera privada, incluido el Centro de Procesamiento Regional de Nauru, ubicado en el país insular pacífico de Nauru y dirigido por Broadspectrum, en nombre del gobierno de Australia, con la seguridad subcontratada a Wilson Security. Las prisiones de inmigración suelen albergar a personas que han sobrepasado el tiempo o que carecen de un visado, o que han roto los términos de éstos. Algunos, como las instalaciones de Nauru, tienen solicitantes de asilo, refugiados e incluso niños pequeños que pueden ser detenidos indefinidamente. En muchos casos, las personas han estado detenidas durante años sin cargos ni un juicio previo. Esto, así como las malas condiciones, el abandono, los malos tratos y las muertes en algunos de los centros ha sido fuente de controversia en Australia e internacionalmente.

## Historia

### Canadá
Hasta la fecha, solo ha habido dos centros de detención privados en Canadá, y a ambos los volvió a controlar el gobierno.
La única prisión privada en Canadá fue el Centro Correccional Centro Norte de máxima seguridad, Penentanguishene y Ontario, operado por la Corporación de Capacitación y Gestión con sede en EE. UU., desde su apertura en 2001 hasta el final de su primer período de contrato en 2006. El contrato se dio entre el Ministerio de Seguridad Comunitaria y Servicios Correccionales de la provincia de Ontario. Una comparación del gobierno entre la “super cárcel” del norte central y una instalación casi idéntica, encontró que la prisión pública tenía resultados considerablemente mejores. Además, el grupo GEO construyó el Centro de Detención Juvenil de New Brunswick Miramichi bajo un contrato con el Departamento de Seguridad Pública de la provincia, y luego terminó su contrato en la década de 1990 después de las protestas públicas.
A mediados de 2012, las empresas privadas de prisiones continuaron presionando al Servicio Correccional de Canadá para negocios de contrato.

### Francia
El proceso de privatización de las cárceles en Francia se presenta a partir de los principales acontecimientos ocurridos entre 1987 y el presente, según ha informado un académico francés. Francia ha elegido un sistema semiprivado. Consiste en delegar las llamadas misiones no soberanas (cocina, lavandería, mantenimiento, etc.) a las empresas y dejar la guardia y la seguridad al Estado. Organizar el trabajo de los reclusos en los talleres de la prisión es una de las tareas que se ha delegado a las empresas de gestión de la prisión. La prisión es un espacio de confinamiento forzado donde la preocupación principal es la seguridad. Son varios niveles, y dependiendo del tipo de prisión (alta seguridad o no), la lógica de producción choca con la lógica de seguridad. Las limitaciones estructurales de la producción en una prisión pueden restringir las capacidades de obtención de ganancias de las empresas privadas. Sobre la base de un estudio de campo realizado en 2004 y 2005 en cinco prisiones elegidas por tipo de prisión y administración, Guilbaud muestra que la intensidad de la tensión entre producto y seguridad, y las diversas formas en que esta tensión surge y se maneja, varían según el tipo de prisión (estancia corta, para los convictos que esperan sentencia, o una estancia relativamente larga para los reclusos que cumplen condena) y el tipo de gestión. La tensión producción/seguridad parece estar mejor integrada en las prisiones del sector público que en las administradas por el sector privado en el sentido de que produce menos conflictos en ellas. Este resultado va en contra de la comprensión generalizada que dio forma a la reforma de 1987, la idea de que la introducción de la empresa privada y el profesionalismo asociado con ella en las cárceles mejoraría el empleo de los reclusos y la operación de la prisión.

### Israel
En 2004, el parlamento israelí aprobó una ley que permite el establecimiento de prisiones privadas en Israel. El motivo fue ahorrar dinero mediante la transferencia de prisioneros a instalaciones administradas por una empresa privada. El estado pagaría a la franquicia 50$ por día por el recluso, ahorrando el costo de construir nuevas cárceles y expandiendo el personal del Sistema Penitenciario de Israel. En 2005, el Departamento de Derechos Humanos de la Facultad de Derecho Académico de Ramat Gan presentó una petición ante la Corte Suprema de Israel contra la ley. La petición se basó en dos argumentos; primero, dijo que transferir los poderes de la prisión a manos privadas violaría los derechos humanos fundamentales de los presos a la libertad y dignidad. En segundo lugar, una organización privada siempre apunta a maximizar las ganancias y, por lo tanto, buscará reducir los costos mediante medios tales como escatimar en las instalaciones penitenciarias y pagar mal a sus guardias, lo que socavará aún más los derechos de los presos. Como el caso esperaba la decisión, la primera prisión fue construida por la concesionaria, Lev Leváyev de África-Israel Inversiones, una instalación penal ubicada cerca de Beerseba, diseñada para alojar a 2.000 reclusos.

#### Rechazo de la Corte Suprema de Israel
En noviembre de 2009, un panel ampliado de nueve jueces de la Corte Suprema de Israel dictaminó que las prisiones privadas son inconstitucionales, determinó que el Estado transfiere la autoridad para administrar la prisión a un contratista privado cuyo objetivo es el beneficio monetario que violaría severamente los derechos humanos básicos de los presos. Derechos a la dignidad y libertad. El presidente de la Corte Suprema Dorit Beinisch, escribió: “Los principios legales básicos de Israel sostienen que el derecho de usar la fuerza en general, y el derecho de hacer cumplir la ley penal al poner a las personas detrás de las rejas en particular, es una de las potencias más fundamentales y más invasivas en la jurisdicción del estado. Así, cuando el poder de encarcelar se tranfiere a una corporación privada cuyo propósito es ganar dinero, el acto de privar a una persona de (su) libertad pierde gran parte de legitimidad. Debido a esta pérdida de legitimidad, la violación del derecho a la libertad del recluso va más allá de la violación que conlleva el encarcelamiento en sí.

### Nueva Zelanda
En 2018, el 10% de los presos en Nueva Zelanda estaban alojados en cárceles privadas.
El uso de prisiones privadas también ha sido probado, detenido y reintroducido. La primera prisión privada de Nueva Zelanda, la prisión central de remisión de Auckland, también conocida como Mt. La prisión de Eden, fue abierta bajo contrato con la administración Correccional de Australasia (ACM) en 2000. En 2004, el Gobierno del Trabajo, en oposición a la privatización, modificó la ley para prohibir la extensión de los contratos de las prisiones privadas. Un año después, el contrato de 5 años con ACM no fue renovado. En 2010, el Gobierno Nacional introdujo nuevamente las cárceles privadas y al conglomerado internacional Serco se le otorgó el contrato para dirigir la prisión de Mt Eden. Numerosos escándalos sobre la prisión de Mt Eden hacen que el contrato de Serco no se renueve allí.
El 16 de julio de 2015, imágenes de “clubes de lucha” dentro de la prisión surgieron en línea y fueron informadas por TVNZ. Serco fue muy criticado por no investigar hasta después de que se proyectó la grabación. El 24 de julio de 2015, se revocó el contrato de Serco para dirigir la prisión de Mount Eden y se devolvió la operación al Departamento de Correcciones de Nueva Zelanda. Se le ordenó a Serco pagar 8 millones de dólares al gobierno de Nueva zelanda como resultado de los problemas en la prisión de Mount Eden mientras estaba bajo la administración de Serco.
A Serco también se le ha otorgado el contrato para construir y administrar una prisión de 960 camas en Wiri. El contrato con Serco prevé multas severas si sus programas de rehabilitación no logran reducir la reincidencia en un 10% más que los programas del Departamento de Correccionales. La instalación de Auckland South Corrections se inauguró el 8 de mayo de 2015. El contrato para operar la prisión finaliza en 2040.

#### Crecimiento de la población encarcelada
Desde su creación, el departamento ha tenido que hacer frente a un crecimiento dramático en la población carcelaria. Entre 1997 y 2011, el número de reclusos aumentó en un 70% y, con un 190 reclusos por cada 100000 habitantes (en 2011), Nueva Zelanda tiene una de las tasas más altas de encarcelamiento en el mundo occidental. Se han construido cinco nuevas cárceles en los últimos diez años para acomodar el aumento. El Quinto gobierno laborista construyó cuatro pisiones: en Ngawha (región norte), que albergaba a 420 prisioneros, Springhill (al norte de Huntly) que albergaba a  840, Auckland Women’s con 330 y Milton (Otago) con 425, a un costo de 890 millones de dólares. Cuando Nationalcame llegó al poder en 2008, el Departamento construyó una nueva prisión de 1000 camas en Mt Eden por 218 millones de dólares en una asociación público-privada y le entregó el contrato a Serco.
El crecimiento del Departamento ha sido tal que, en julio de 2010, el ministro de Finanzas, Bill English, expresó su preocupación por el hecho de que el gasto gubernamental estaba “liderado por un sistema penitenciario en rápida expansión que pronto haría de Corrections el departamento más grande del gobierno”. A diciembre de 2011, Nueva Zelanda tenía 20 prisiones y el departamento empleaba a más de 8000 empleados. El presupuesto operativo del departamento es de más de mil millones de dólares al año.
El 31 de marzo de 2011, había 8755 personas en prisión en Nueva Zelanda. sin embargo, la población carcelaria es muy fluida y en total, aproximadamente 20000 personas pasan tiempo en prisión cada año, la gran mayoría en prisión preventiva. Casi el 75% de los que reciben una sentencia de prisión son sentenciados a dos años o menos, y todos estos son liberados automáticamente en la mitad de su sentencia. A partir del 2001, el 96% de los reclusos eran hombres y el 51% de los hombres eran maoríes, por lo que los maoríes estaban representados en exceso en una base de población en 3,5 veces. El costo de mantener a una persona en prisión por 12 meses es de 91 mil dólares. En 2001, el departamento estimó que una vida de ofensa por parte de una persona les cuesta a las víctimas y a los contribuyentes 3 millones.
A pesar de las preocupaciones de los ingleses sobre el costo creciente, en 2011, el gobierno aprobó la construcción de una prisión de 960 camas en Wiri, cuyo costo estimado es de casi 400 millones de dólares.Más tarde de ese año, las previsiones del sector de justicia mostraron una caída en las previsiones de prisión proyectadas por primera vez. Charles Chauvel, portavoz del Partido Laborista por la justicia y la Asociación de Servicio Público, cuestionaron la necesidad de una nueva instalación cuando había 1200 camas vacías en el sistema penitenciario. En marzo de 2012, la ministra de correcciones, Anne Tolley, anunció que la nueva prisión permitiría el cierre de cárceles más antiguas como Mt Crawford en Wellington y la prisión de New Plymouth. Las unidades más antiguas en las prisiones de Arohata, Rolleston, Tongariro/Rangipo y Waikeria también se cerrarán.

### Reino Unido

#### Número de presos
En 2018,
- El 18,46% de presos en Inglaterra y Gales fueron encerrados en prisiones privadas.
- El 15,3% de presos en Escocia fueron encerrados en prisiones privadas.

#### Desarrollo
En la Edad Moderna, Reino Unido fue el primer país europeo que empezó a utilizar prisiones con fines de lucro. La prisión de Wolds se inauguró como la primera prisión gestionada de manera privada en el Reino Unido en 1992. Esto fue posible por la aprobación de la Ley de Justicia penal de 1991 que facultó al Secretario de Interior para contratar los servicios penitenciarios al sector privado.: 84–88 
Además, algunos de Centros de Expulsión de Inmigrantes de Reino Unido son gestionados de manera privada, entre ellos el Centro de Expulsión de Inmigrantes de Harmondworth, el Centro de Expulsión de Inmigrantes de Yarl’s Wood y el Centro de Expulsión de Inmigrantes de Colnbrook.
En 2007 el nuevo gobierno de Escocia formado por el Partido Nacional Escocés anunció que se oponía las prisiones privadas y que no permitiría contratar más. Desde entonces, se han construido nuevas prisiones en Escocia pero gestionadas de manera pública. El último contrato permitido en Inglaterra y Gales fue para la prisión HM de Northumberland, la cual fue transferida del sector público a Sodexo en 2013. La prisión nueva más reciente construida en Inglaterra y Gales, la prisión HM de Berwyn cerca de Wrexham, fue trasladada al sector público para operar sin ninguna competencia cuando abriese en 2017. En las elecciones generales de 2017, el Partido Laborista afirmó que no permitiría nuevas prisiones privadas bajo el gobierno Laborista, pero no se comprometió a acabar con los contratos ya existentes.
El 5 de noviembre de 2018, el ministro de las prisiones, Rory Stewart, contó en la Cámara de los Comunes que las dos nuevas prisiones en Wellingborough, Northants, y Glen Parva, Leicestershire, serían construidas con finanzas públicas, pero su gestión sería contratada. El 29 de noviembre, anunció una competencia marco, en la cual los operadores privados buscarían ser incluidos en una lista de compañías que serían elegibles para ofertar en futuras competiciones, incluido el programa planeado con 10 000 nuevos lugares para reemplazar las prisiones viejas, y también para prisiones que están gestionadas de manera privada, cuando los contratos acabasen. Estaba implícito que el sector público se excluiría de todas las competiciones. Dijo: “ Este Gobierno sigue comprometido con un papel para el sector privado en la operación de los servicios de custodia. El concurso lanzado hoy buscará aprovechar la innovación y las diferentes formas de trabajo que el sector privado ha introducido previamente en el sistema. El sector tiene un importante papel que desempeñar, y actualmente administra algunas prisiones de alto rendimiento, como parte de un estado penitenciario decente y seguro… Un enfoque equilibrado para la prestación de servicios de custodia, que incluye una combinación de servicios públicos, voluntarios y privados, ha demostrado que la participación del sector introduce mejoras y ofrece valor por dinero para los contribuyentes.” (anunciado el 29 de noviembre)

#### Acuerdos contractuales
En Reino Unido, una compañía privada puede tomar la gestión de una prisión de tres formas:
- 1. Las compañías compiten para financiar, diseñar, construir y administrar una nueva prisión bajo la iniciativa de financiación privada. La mayoría de las prisiones en el Reino Unido son de este tipo, aunque ahora el uso de PFI se ha abandonado.

- 2. El Gobierno construye una prisión y luego contrata a su operador.

- 3. Una prisión gestionada anteriormente por el sector público puede ser contratada después de una competición (“prueba de mercado”).

Las cárceles pueden volver a competir al final del contrato. Cada vez más, una gama de servicios dentro de todas las prisiones, ya sean públicas o privadas, se contratan a nivel regional: esto incluye obras, servicios de FM y programas de rehabilitación.

#### Gobierno y responsabilidad
Las prisiones gestionadas de manera privada son manejadas bajo contratos que establecen los estándares que deben cumplirse, que en muchos aspectos reflejan los Acuerdos de Nivel de Servicio que se aplican a las prisiones administradas públicamente.  Los pagos pueden ser deducidos por el desempeño precario en contra del contrato. Los monitores gubernamentales ("controladores") trabajan permanentemente dentro de cada prisión de gestión privada para verificar las condiciones y el tratamiento de los reclusos. El marco de trabajo para la regulación y las responsabilidades es prácticamente el mismo para las prisiones gestionadas de manera privada que para las públicas. En Inglaterra y Gales estas están sujetas a revisiones sin previo aviso por parte del Inspector Jefe de las Prisiones de HM, a la supervisión de las Juntas de Inspección Locales Independientes y las quejas de los presos son tratadas por el Defensor del Pueblo de Prisiones y Libertad Vigilada. Existen acuerdos similares en Escocia e Irlanda del Norte.

#### Evaluación
Ha habido una pequeña evaluación sistemática y objetiva de las prisiones privadas de Reino Unido. El mejor estudio, realizado por el Instituto de Criminología de la Universidad de Cambridge, el cual utilizó observación directa del comportamiento de los trabajadores y de los prisioneros, descubrió que los trabajadores del sector tendían a ser más conocedores y seguros, mientras que el sector privado trataba a los presos con más respeto, aunque un prisión privada tenía buena calificación en ambos. Anteriormente, los estudios más crudos llegaron a la misma conclusión. Otro estudio encontró mejoras notables en la calidad de vida de los presos en la prisión de Birmingham después de la transferencia del sector público al privado. Un análisis de las evaluaciones de desempeño de prisiones individuales realizado por el Inspector Jefe de Prisiones y por el Servicio de Prisiones no sugirió diferencias consistentes en la calidad del servicio entre sectores. El mismo estudio mostró que los costos de construcción y operación fueron durante muchos años mucho más bajos en el sector privado, pero que la brecha se ha reducido.

#### Controversias
A principios de 2012, Frances Crook, directora ejecutiva de la Liga Howard para la Reforma Penal, dijo que la Inspección de Prisiones de Su Majestad encontró un aumento de casi nueve veces en la restricción utilizada en el año anterior en la Institución de jóvenes delincuentes de Ashfield que tiene jóvenes de entre 15 y 18 años. Citó “demasiados incidentes por registros sin ropa innecesarios”. La fuerza ha sido utilizada unas 150 veces al mes en comparación con las 17 veces mensuales del año anterior, recordando que había "ecos escalofriantes" por las circunstancias de la muerte por asfixia de un joven de 15 años en el Centro de Entrenamiento seguro de Rainsbrook después de que se aplicaran las restricciones. El uso frecuente de la fuerza fue a raíz de que los pupilos no obedeciesen las instrucciones del personal. Tres años antes, la institución registró más de 600 ataques contra internos en un año, el mayor número entre todas las cárceles en el país, incluidas las de adultos. “Esta cárcel tiene un historial de fallar a los jóvenes y al público.” afirmó Crook. Los gerentes afirmaron que este crecimiento se debía a un reporte mayor del uso de restricciones. La institución estaba medio llena momentos previos a la revisión sorpresa en 2010. El inspector jefe de las prisiones anotó que “algunos trabajadores carecían de confianza para desafiar el mal comportamiento”. El director de la prisión y el YOI (Institución para Jóvenes Delincuentes) admitieron que “se puede mejorar”.
Seis trabajadores fueron despedidos del Centro de Entrenamiento Seguro de Rainsbrook, gestionado por G4S, para niños de la ciudad de Rugby en mayo de 2015, después de una serie de incidentes por conducta grave. G4S tomó acción en respuesta a la inspección de Ofsted que informó de que los trabajadores estaban bajo el efecto de las drogas mientras trabajaban, confabulándose con los detenidos y comportándose de manera “extremadamente inapropiada”. El comportamiento supuestamente incluía causar sufrimiento y humillación a los niños mediante tratamientos vejatorios y comentarios racistas.
Cuatro líderes de G4S del Centro de Entrenamiento Seguro de Medway en Rochester fueron arrestados en enero de 2016 y otros cuatro trabajadores fueron asignados a tareas restringidas, luego de una investigación realizada por el programa Panorama TV de la BBC sobre el centro. Las alegaciones del programa incluían insultos y uso innecesario de la fuerza, como la violencia, uso abusivo de técnicas de contención (las cuales provocaron a un joven dificultades para respirar), en diez jóvenes de entre 14 y 17 años; así como al personal evitando las cámaras de vigilancia para no ser grabados y disimular, y informando falsamente de incidentes a propósitos para así evitar posibles multas y castigos; por ejemplo, en un intercambio, algunos trabajadores no informan de que “dos o más pupilos están peleando” porque esto indica que “han perdido el control del centro”, lo cual sería una razón potencial de multa.
Los gerentes de Medway, gestionado por G4S, recibieron premios salariales relacionados por el desempeño en abril de 2016, a pesar de que el inspector jefe de prisiones dijo semanas antes que “la supervisión de la gerencia no protegió a los jóvenes de daños en la cárcel”. En enero, el programa Panorama mostró a un reportero encubierto como trabajador en el Centro de Entrenamiento Seguro de Medway (STC) en Kent. Las videos mostraban a niños supuestamente siendo maltratados y confirmaron que los trabajadores falsificaban las grabaciones de los incidentes violentos. Ninguno de los gerentes más antiguos fueron sancionados ni despedidos. Antes de que se emitiese el programa Panorama, la Junta de Justicia Juvenil (YJB), el cual se encarga de supervisar la custodia, dejó de enviar jóvenes a Medway. En febrero, una investigación de The Guardian reveló que, en 2003, los denunciantes habían advertido a G4S, al Ministerio de Justicia (MoJ) y al YJB que el personal estaba maltratando a los jóvenes detenidos. Su carta, enviada por el profesor John Pitts, un experto en justicia juvenil, fue ignorada. Cuando la inspección de prisiones realizó una inspección rápida en Medway, encontró que los detenidos informaron que el personal había utilizado lenguaje insultante, agresivo o racista hacia ellos y se sentían inseguros en partes de las instalaciones que no estaban cubiertas por el circuito cerrado de televisión. Los revisores aceptaron la legitimidad de las evidencias presentadas por Panorama que mostraban,“...acoso dirigido a jóvenes vulnerables” por parte de los empleados, y que, “un gran grupo de empleados que debían estar al tanto de estas prácticas inaceptables, pero que no reportaron ni pararon este comportamiento.”
En el informe anterior de Ofsted sobre Medway, los inspectores dijeron que el personal y los gerentes intermedios informaron que sentían una falta de liderazgo y que tenían “poca o ninguna confianza en los gerentes senior”. Nick Hardwick, en el momento en que el inspector jefe de prisiones dijo: "La supervisión de la gerencia no logró proteger a los jóvenes de los daños. La supervisión efectiva es clave para crear una cultura positiva que evite que ocurran prácticas deficientes y garantizar que se informe cuando lo haga". El periódico The Guardian se enteró de que los altos directivos de Medway recibieron premios de pago relacionados con el desempeño en abril por un valor de entre el 10% y el 25% de sus salarios anuales, según la antigüedad. Una joven de 15 años internada en Medway en 2009 contó que era retenida ilegalmente con frecuencia por 18 meses, y cita una ocasión en la que su cara fue golpeada repetidas veces contra el frío suelo. “Asumí que el personal más antiguo sería despedido… Pero ahora parece que han sido recompensados por dejar que los jóvenes sean abusados en la prisión,” dijo. La exdiputada laborista Sally Keeble se ha quejado del maltrato de G4S en STC durante más de diez años, y afirma: “Se trata de personas que obtienen beneficios personales de la tragedia. Espero que la ministra de justicia, Liz Truss, intervenga y se asegure de que un contratista del Ministerio de Justicia no pague estas bonificaciones.” A pesar de los resultados de las investigaciones, ningún alto directivo de Medway fue disciplinado o despedido. En mayo, el Ministerio de Justicia dijo que el Servicio Nacional de Gestión de Delincuentes (NOMS) se haría cargo de la gestión de Medway. En julio, asumió formalmente el control de la STC. En febrero de 2016, G4S anunció que iba a vender el negocio de servicios para niños, incluido el contrato para administrar dos centros de capacitación seguros. La compañía esperaba completar el proceso para fines de 2016.
Tras la publicación de un informe extremadamente crítico con respecto a una cárcel operada por G4S, el secretario de justicia alternativa del Partido Laborista dijo que estarían inclinados a tomar el control de las prisiones con fines de lucro si los competidores de la industria no hubieran cumplido con los plazos impuestos. El inspector jefe de prisiones Nick Hardwick, recomendó la elaboración de un plan de contingencia de adquisición. “No es lo que el público debería esperar de los millones que se pagan a G4S para que lo ejecuten”. Khan dijo: “No veo ninguna diferencia si el bajo rendimiento está en el sector público, privado o voluntario ... No debemos tolerar la mediocridad en el funcionamiento de nuestras prisiones”. Khan continuó: "No podemos continuar con escándalo tras escándalo, donde el dinero del público se desperdicia y la calidad de lo que se entrega no está a la altura. El gobierno es demasiado dependiente de un grupo acogedor de grandes empresas. El público “con razón se están hartando de los dientes de las grandes empresas que obtienen grandes beneficios del contribuyente, lo que les huele a recompensas por el fracaso.”

### Estados Unidos
Las prisiones privadas se utilizan en Estados Unidos; en 2018, un 8,41 % de sus presos se hospedaban en prisiones privadas.

#### Historia
La privatización de las prisiones se debe al cuidado de los prisioneros después de la revolución americana. Desfavoreciendo la capacidad de enviar a los criminales de las colonias, Gran Bretaña empezó metiéndolos en torres situadas en los puertos ingleses.
En 1852, en el noroeste de California, San Francisco Bay, estos presos empezaron a construir edificios de instalación para hospedarse en Point Quentin. La prisión se hizo conocida como San Quentin, que sigue funcionando a día de hoy. Sin embargo, su cambio de prisión privada a pública no supuso el final de la privatización.
La siguiente fase empezó con el periodo de reconstrucción del sur (1865-1876), después del fin de la guerra civil. Las instalaciones y empresarios necesitaban buscar una alternativa para reemplazar la mano de obra una vez sus prisioneros fueran liberados. A principios de 1868, los presidiarios estaban preocupados por privatizar algunos grupos para complementar su mano de obra. Este sistema permaneció intacto hasta principios del siglo XX.

#### Desarrollo
Los gobiernos federales y de Estado tienen largos antecedentes en contratar servicios específicos para privatizar empresas, incluyendo servicios médicos, preparación de comida, entrenamiento vocacional y transporte de presos.
Sin embargo, en 1980 surgió una nueva era para la privatización de prisiones. Con el crecimiento de la población en las prisiones como consecuencia de la lucha contra las drogas y el crecimiento del encarcelamiento, la sobrepoblación en las prisiones y el aumento de las tasas empezaron a aumentar notablemente. Para solucionar este aumento de población criminal, las empresas privadas vieron la oportunidad de expandirse, y consecuentemente, el sector privado involucrado en las prisiones pasó de ser una simple empresa de servicios de contrato a ser una dirección de operaciones para prisiones enteras.
Este negocio moderno de prisiones privadas se estableció públicamente en 1984 cuando la CCA (Corrections Corporation of America), más conocida como CoreCivic, fue premiada con un contrato para encargarse de la instalación de Tennessee, en Shelby Country. Esta fue la primera vez que un gobierno contrató una dirección para encargarse de una operación entera de una prisión. Al año siguiente, la CCA se ganó la atención pública cuando se ofreció a encargarse de una prisión de un estado entero en Tennessee por 200 millones. Esta oferta fue derrotada a causa de una fuerte oposición de los trabajadores públicos y del escepticismo de la legislatura. A pesar de este enfrentamiento inicial, la CCA fue creciendo con éxito, así como más compañías de prisión privada.
Las estadísticas del departamento de justicia de Estados Unidos muestran que en 2013 había hasta 133.000 prisioneros federales y del estado hospedados en prisiones privadas en Estados Unidos, formando así un 8.4% de la población de prisioneros de todo EE. UU. Según el tipo de prisión, el 19,1% de la población de las prisiones federales se encuentra en cárceles privadas y el 6,8% de la población de las prisiones estatales de EE. UU. se encuentra en cárceles privadas. En 2013 se presentó un ligero descenso en la población privada de prisiones en comparación con 2012, ya que la tendencia general en la década anterior fue aumentando lentamente. Sin embargo, a partir de 2017, después de un período de crecimiento constante el número de prisioneros recluidos en prisiones privadas en EE. UU. ha disminuido notablemente y sigue representando una pequeña parte de la población carcelaria total de la nación. Las compañías que operan tales instalaciones incluyen la CCA, el GEO Group, Inc. (anteriormente conocido como Wackenhut Securities), la Management and Training Corporation (MTC), y los Centros de Educación Comunitaria. En las últimas dos décadas, la CCA ha aumentado sus ganancias en más del 500 %.
La industria penitenciaria en su conjunto recibió más de $ 5 mil millones en ingresos en 2011.
Según el periodista Matt Taibbi, los bancos de Wall Street se dieron cuenta del influjo de dinero y actualmente son unos de los mayores inversores de la industria de prisiones. Wells Fargo tiene invertidos unos 100 millones en GEO Group y 6 millones en la CCA. Otros grandes inversores incluyen al Bank of America, a Fidelty Investiments, General Electric y The Vanguard Group. 
El precio de acciones de la CCA ha subido de un dólar en el 2000 a 34.34 dólares en 2013.
El sociólogo John L. Campbell y el periodista Chris Hedges coinciden en que las prisiones de EE. UU. se han convertido en lucrativas y de mucho provecho para el negocio.
En junio del 2013, los estudiantes de la Universidad de Columbia descubrieron que la institución poseía 8 millones de valor de las acciones de la CCA. Poco menos de un año más tarde, estos estudiantes formaron un grupo llamado Columbia Prison Divest y mandaron una carta al presidente de la universidad exigiendo la liberación total de la CCA y la revelación total de futuras inversiones. En junio de 2015, el consejo de administración de la Universidad de Columbia votó para deshacerse de las acciones de industria de las prisiones privadas.
CoreCivic (anteriormente CCA) tiene una capacidad de más de 80.000 camas en 65 centros penitenciarios. El Grupo GEO opera 57 instalaciones con una capacidad de 49.000 camas para delincuentes. La compañía posee más de 100 propiedades que operan en más de 73.000 camas en sitios en todo el Mundo.
La mayoría de las instalaciones privadas están ubicadas en la parte sudoeste de EE. UU. e incluyen a los delincuentes estatales y federales. Como ejemplo, Pecos, Texas es el sitio de la prisión privada más grande del mundo, el Complejo de Detención del Condado de Reeves, operado por el Grupo GEO. Este tiene una capacidad de 3.763 prisioneros en sus tres subcomplejos.
Las empresas privadas de prisiones, que reaccionan a las reducciones en las poblaciones de las prisiones, están cada vez más alejadas de la encarcelación y buscan mantener la rentabilidad al expandirse a nuevos mercados atendidos por agencias de salud conductual sin fines de lucro y orientadas al tratamiento, incluida la atención médica en las prisiones, la medicina forense, hospitales, centros de compromiso civil, casas intermedias y arresto domiciliario.
En 2016, una declaración del Departamento de Justicia de los Estados Unidos comunicó que las instituciones federales privadas son menos seguras que otras prisiones. Poco más tarde, la DoJ anunció que dejaría de utilizar las prisiones privadas. Sin embargo, un mes más tarde el Departamento de Seguridad de Homeland renueva un contrato con la CCA para continuar operando el Centro Residencial de South Texas Family, el cual fue una instalación para la detención de inmigrantes en Dilley, Texas.
Los precios en aumento en la CCA y GEO Group surgieron después de la victoria de la presidencia de Donald Trump en 2016. El 23 de febrero, la DoJ dio un giro al asunto, despenalizando el uso de las prisiones privadas.

#### Fuga de los asesinos de Arizona
Después de la fuga de tres asesinos del centro de prisión Kingman, Arizona cooperó con MTC y como Terry Goddard dijo: ‘’Pienso que gran parte de nuestro problema viene de los asesinos violentos, como los tres que se han fugado, y de que acaban reclasificados y enviados a prisiones privadas que no llegan a hacer el trabajo esperado.’’.
Uno de los asesinos que escaparon, Daniel Renwick, dio inmediatamente con un vehículo para su fuga manteniendo el contacto con sus compañeros fuera de la cárcel. Fue involucrado en un tiroteo en Rifle (Colorado) unas 30 horas después de su fuga, y fue capturado por la policía del condado de Garfield y por policías de Rifle (Colorado). A pesar de que debía aún 32 años de prisión, lo sentenciaron a 60 años de cárcel en Colorado.
En cuanto a las dos últimas fugas, Casslyn Welch fue encontrado secuestrando a Gary y a Linda Haas en México. Esta pareja fue asesinada poco más tarde por el líder, John McCluskey. La familia de la pareja asesinada demandó a la prisión de Arizona y a Dominion, una compañía en Oklahoma que ayudó a la construcción de la prisión, y a MTC, la compañía que estaba a cargo, por 40 millones. Los demás fugados fueron rápidamente encontrados y retenidos. Tracy Province fue arrestada en Wyoming el 9 de agosto. La última pareja fue arrestada el 19 de agosto por secuestros y robos en Kingman, Arizona. Consecuentemente fueron condenados con las mismas condiciones sumando el asesinato en la ciudad de Nuevo México. John McCluskey, el líder, y su cómplice Casslyn Welch fueron también condenados por realizar un robo armados en Arkansas. Estos tres fueron condenados con distintos grados de asesinato en Nuevo México.
McCluskey fue condenado con pena de muerte pero después de cinco meses de juicios, el juez le cedió vivir encarcelado, el 11 de diciembre de 2013. Todos los procesos, le costaron al Estado más de un millón de dólares.

#### Centro de detención de Torrance Country
El centro de detención de Torrance City está en Estancia (Nuevo México). Estancia tiene una población de 1500 residentes aproximadamente, mientras que la ciudad entera más de 15.000.
Este centro de detención cuenta con unos 580 prisioneros, de los cuales la mayoría son presos federales. El director del centro, Garland, asegura que la prisión necesita más de 700 camas para mantenerse en funcionamiento. Durante unos años tuvieron dificultades en mantener la cuota y están siendo forzados a cerrar el centro.
Esta clausura le costará a la ciudad de Estancia unos 700.000 de dólares anualmente, contando con las noticias relevadas, y resultará 300.000 dólares más cara. ‘’Estoy preocupado por los trabajos’’ dijo Garland. ‘’Estamos perdiendo gran parte de nuestro personal.’’ Garland dijo que la inminente clausura de la prisión afectará a la ciudad en muchos aspectos, aparte de que además de esto, la ciudad necesitará encontrar un alojamiento para los 40 a 75 criminales que se le son enviados cada mes.
La compañía aseguraba que la ciudad ha ido manteniendo a menos detenidos federales por inmigración, dijo Garland. Este ejemplo de sistema de prisión privada muestra que encerrar a personas para mantener la cuota en las cárceles puede causar un conflicto de intereses en el sistema de justícia.

#### Aumento de población en las prisiones
Desde 1925 hasta 1980 la población no era consciente de la población general. La prisión privada empezó a aumentar en 1983. Desde 1925 a 1980 la población de las prisiones aumentó de 150.000 a 1.500.000.
Esta es una relación directa entre el aumento de la población en la prisión y en descenso de los ciudadanos. Las estadísticas del problema de las presiones privadas predijeron que desde 1990 al 2005 hubo un ascenso de un 1600% en la población de la prisión de América.

#### Análisis del coste-beneficio
Algunos estudios afirman que las provincias pueden guardar dinero usando prisiones de poco provecho. Sin embargo, estudios académicos avisan que las prisiones privadas utilizan material low-cost. Esto es contraproducente a los precios de los beneficios de las analíticas de las prisiones privadas ya que se contradice el punto de vista original de la CCA y otras prisiones privadas; ‘’suavizar el coste de las prisiones sin uso’’.

#### Costes
Los defensores de las prisiones privadas sostienen que los ahorros en el coste y la eficiencia de la operación colocan a las prisiones privadas en ventaja sobre las públicas y respaldan el argumento a favor de la privatización. A pesar de ello, ciertas investigaciones hacen dudar sobre la validez de estos argumentos, ya que las pruebas han dicho que no es demostrable que las prisiones privadas sean más rentables o más eficientes que las públicas. Una evaluación de 24 estudios distintos sobre la eficacia con respecto a los costos ha revelado que, en el mejor de los casos, los resultados no son concluyentes y, en el peor de los casos no existe diferencia en la efectividad en función de los costes.
Un estudio realizado por la Oficina de Estadísticas de Justicia de los EE. UU. descubrió que los ahorros de costos prometidos por las prisiones “simplemente no se han materializado”. Ciertas investigaciones han concluido que las prisiones con ánimo de lucro cuestan más que las públicas. Además, las estimaciones de los costes de los que defienden la privatización pueden ser engañosas, pues las instalaciones privadas a menudo se niegan a aceptar a los reclusos que cuestan más a la vivienda. Un estudio de 2001 concluyó a concluido que un patrón de envío de reclusos menos costosos a las instalaciones genera de forma artificial ahorros de costos inflados. Un estudio de 2005 descubrió que las instalaciones públicas de Arizona tenían una probabilidad siete veces mayor de albergar a delincuentes violentos y una probabilidad tres veces mayor de albergar a los condenados por delitos más graves. Un informe de 2011 de la Unión Americana por las Libertades Civiles señala que las prisiones privadas son más costosas, más violentas y menos responsables que las públicas, y que son en realidad un importante contribuyente al aumento de la encarcelación en masa. Esto es más notable en Luisiana, donde se da la mayor tasa de encarcelamiento del mundo y alberga a la mayoría de sus presos en instalaciones con ánimo de lucro. Marie Gottschalk, profesora de ciencias políticas en la Universidad de Pensilvania, objeta que la industria penitenciaria  “se dedica a la recolección e intercambio de costos para mantener la ilusión de que el sector privado lo hace mejor por menos”. De hecho, señala que los estudios normalmente muestran que las instalaciones privadas son más peligrosas para los oficiales penitenciarios y los reclusos que para sus contrapartes públicas como resultado de las medidas de reducción de costos. Algunas de estas medidas son gastar menos en capacitación para oficiales correccionales (y pagarles sueldos más bajos) y proporcionar solo la atención médica más básica a los reclusos.
Un estudio realizado en 2014 por un doctorado en la Universidad de California en Berkeley muestra que las minorías representan un mayor porcentaje de reclusos en prisiones privadas que en las públicas, principalmente porque las minorías son más baratas a la hora de encarcelar. Según el estudio, los trabajadores de las prisiones privadas, en especial CCA y GEO Group, acumulan a estos reclusos de bajo costo “a través de exenciones explícitas e implícitas escritas en contratos entre estas compañías privadas de gestión de prisiones y los departamentos estatales de corrección”.

#### Insuficiencias incluyendo la capacitación del personal
La evidencia sugiere que los niveles más bajos de personal y capacitación en instalaciones privadas pueden llevar a un aumento en la incidencia de violencia y escapes. Un estudio a nivel nacional descubrió que los asaltos a los guardias por parte de los reclusos eran un 49% más frecuentes en las cárceles privadas que en aquellas gestionadas por el gobierno. Ese mismo estudio reveló que los asaltos a otros reclusos eran un 65% más frecuentes también en las privadas.
Dos periodistas de Bloomberg News, Margaret Newkirk y William Selway, informaron sobre el ahora cerrado Centro Correccional de Walnut Grove (WGCF). Según los periodistas, la proporción entre personal y presos allí era de 120-1. En un motín sangriento en la misma prisión, seis reclusos fueron llevados al hospital, uno de ellos con daño cerebral permanente. Durante los disturbios el personal de la prisión no respondió, sino que esperó a que terminase el tumulto porque los prisioneros superaban en número al personal en una proporción de 60-1. La falta de personal bien capacitado no solo conduce a la violencia, sino también a la corrupción. Según un exprisionero de la WGCF, los oficiales de correcciones también eran responsables de las operaciones de contrabando dentro de la prisión. Para ganar más dinero, algunos proporcionaron contrabando a los prisioneros, incluyendo drogas, teléfonos móviles y armas. Las investigaciones policiales llevaron a la exposición de una red de corrupción mucho más amplia.

#### Escándalos de corrupción burocrática
En el Centro Correccional de Walnut Grove, hubo mucha corrupción en la construcción y operación de la comisaría y en la subcontratación de servicios médicos. Tras salir a la luz la violación de una prisionera del centro de transición femenina por parte del alcalde, que también fue el alcaide, se descubrió un plan de soborno. Le había pagado millones al corrupto comisionado del Departamento de Misisipi, Chris Epps, y sus conductos. Diez funcionarios y consultores adicionales, incluidos tres ex legisladores estatales (dos republicanos y un demócrata), fueron procesados en la acusación del Departamento de Justicia en la Operación Mississippi Hustle.
Antes de las investigaciones y de los procesos de Misisipi, una investigación similar dio comienzo en 2003, denominada Operación Polar Pen. Esta operación expuso un amplio esquema de sobornos de los que los propios miembros legislativos denominaron “Club de Bastardos Corruptos” (CBC). Inicialmente involucró correcciones con fines de lucro, luego se extendió para incluir la gestión de pesquerías y los impuestos a la industria petrolera. Al menos quince objetivos de la investigación que incluían a diez funcionarios en funciones o exfuncionarios electos, el jefe de personal del gobernador y cuatro cabilderos fueron considerados para un posible juicio, y una docena fueron acusados. La investigación de un senador estatal demócrata no encontró nada mal, pero se emitieron diez acusaciones que incluían a seis legisladores estatales republicanos, dos cabilderos de casas intermedias, dos contratistas ricos y el senador estadounidense, Ted Stevens. Las siete condenas por delitos graves contra Stevens fueron anuladas, al igual que los veredictos de otros tres legisladores y el jefe de Estado Mayor del gobernador, uno directamente debido a la anulación por parte de la Corte Suprema del "Fraude de Servicios Honestos" en el caso del Representante Bruce Weyhrauch. Weyhrauch se declaró culpable de un delito menor del estado. Otros también revocaron sus veredictos, en parte porque la fiscalía no reveló completamente las pruebas exculpatorias para su defensa, pero tres de ellos también se declararon culpables de cargos menores. Aunque estaban implicados, el Departamento de Justicia también se negó a procesar a un exsenador estatal y al Congresista de EE. UU., Don Young, quien gastó más de un millón de dólares en su defensa, aunque nunca fue acusado.

#### Escándalo de corrupción judicial
En el escándalo de “niños por efectivo”, Mid-Atlantic Youth Services Corp, una compañía privada de prisiones que administra instalaciones juveniles, fue declarada culpable de pagar a dos jueces, Mark Ciavarella y Michael Conahan, $ 2.8 millones para enviar a 2.000 niños a sus prisiones por delitos como traspasar edificios vacíos y robar DVD de Wal-Mart.

#### Cabildeo
"Desde 1999-2010, el Proyecto de Sentencia encontró que Corrections Corporation of America (CCA) gastó en promedio, $ 1,4 millones por año en cabildeo a nivel federal y empleó un promedio anual de setenta cabilderos a nivel estatal".
La influencia de la industria penitenciaria con fines de lucro en el gobierno se ha descrito como el complejo prisión-industrial.
CoreCivic (anteriormente CCA), MTC y GEO Group han sido miembros del American Legislative Exchange Council (ALEC), una organización de políticas públicas con sede en Washington D. C. que desarrolla una legislación modelo que promueve principios de libre mercado como la privatización. Bajo su Grupo de Trabajo de Justicia Criminal, ALEC ha desarrollado proyectos de ley que los legisladores estatales pueden consultar cuando proponen iniciativas "duras contra el crimen", incluidas las leyes "Verdad en la sentencia" y "Tres huelgas”. Al criticar y participar en las Fuerzas de Tareas de Justicia Criminal de ALEC, los críticos argumentan que las compañías privadas de prisiones influyen en la legislación para obtener sentencias más duras y duras. Escribiendo en la revista de gobierno en 2003, Alan Greenblatt afirma: “ALEC ha sido una fuerza importante detrás de la privatización del espacio de las prisiones estatales y el mantenimiento de las prisiones. Presenta proyectos de ley que prevén sentencias mínimas obligatorias y requisitos de sentencia de tres strikes. Alrededor de 40 estados aprobaron versiones del proyecto de ley de ALEC sobre la Verdad en la Sentencia, que requiere que los presos condenados por delitos violentos cumplan la mayoría de sus sentencias sin posibilidad de libertad condicional.”
Según Cooper, Heldman, Ackerman y Farrar-Meyers (2016), se sabe que ALEC impulsa la expansión de la industria penitenciaria privada al promover un mayor uso de las cárceles, bienes y servicios privados; promoviendo un mayor uso del trabajo de prisión; y aumentando el tamaño de las poblaciones carcelarias. ALEC ha participado no solo en la ampliación de la definición de delitos existentes, sino también en la creación de nuevos delitos. ALEC es conocido por desarrollar políticas que pueden amenazar las libertades civiles al aumentar las probabilidades de encarcelamiento y sentencias prolongadas (Cooper et al., 2016).
Según un informe de 2010 de NPR, ALEC organizó reuniones entre la Corrections Corporation of America y legisladores estatales de Arizona como Russell Pearce en el Grand Hyatt en Washington D. C. para escribir la SB 1070 de Arizona, que mantendría a los centros de detención de inmigrantes de CCA llenos de detenidos.  
CCA y GEO se han involucrado en iniciativas estatales para aumentar las sentencias para los delincuentes y crear nuevos delitos, entre ellos, CCA que ayudó a financiar la Proposición 6 en California en 2008 y la presión de GEO para la Ley de Jessica en Kansas en 2006. En 2012, la CCA envió una carta a 48 estados ofreciendo comprar prisiones públicas a cambio de una promesa de mantener las prisiones en un 90% de ocupación durante 20 años. Los estados que firman dichos contratos con las empresas de la prisión deben reembolsarles las camas que no se utilicen; en 2011, Arizona acordó pagar a la Corporación de Administración y Capacitación 3 millones por camas vacías cuando no se alcanzó una cuota del 97 por ciento. En 2012 se informó que la DEA se había reunido con el CCA para incorporar leyes que aumentarían la población carcelaria del CCA y, a su vez, aumentar la población carcelaria del CCA. CCA, ahora CoreCivic, cerró sus instalaciones en Estancia, Nuevo México, ya que la falta de prisioneros les impidió obtener ganancias, lo que dejó a 200 empleados sin empleo.
El Center for Responsive Politics informó que las corporaciones de prisiones privadas donaron un récord de 1.6 millones en contribuciones divulgadas por el gobierno federal en las elecciones de 2018 a mediados del período.

#### Oposición
Muchas organizaciones han pedido una moratoria en la construcción de prisiones privadas, o por su abolición absoluta. La Iglesia Presbiteriana y la Iglesia Metodista Unida también se unieron a la convocatoria, así como la organización de Obispos Católicos del Sur.
A partir de 2013, ha habido un modesto rechazo contra la industria de las prisiones privadas, con protestas que obligaron a GEO Group a retirar su oferta de $ 6 millones para los derechos de nombre de FAU Stadium, y Kentucky permitiendo que su contrato con el CCA expire, terminando las tres décadas de permisos. En 2014, Idaho se hará cargo de la operación del Centro Correccional de Idaho de la CCA, que ha sido objeto de una gran cantidad de demandas por violencia desenfrenada, falta de personal, actividad de pandillas y fraude contractual. El gobernador de Idaho, Butch Otter, dijo: "En reconocimiento de lo que sucedió, lo que sucedió, es necesario. Es lo correcto. Es decepcionante porque soy un defensor de la privatización".
En el último trimestre de 2013, Scopia Capital Management, DSM North America y Amica Mutual Insurance cedieron alrededor de $ 60 millones de CCA y GEO Group. En un comunicado de prensa de Color of Change, el presidente de DSM North America, Hugh Welsh, dijo:
“De conformidad con los principios del Pacto Mundial de las Naciones Unidas, con respecto a la protección de los derechos humanos proclamados internacionalmente, el fondo de pensiones se ha desprendido de la industria carcelaria con fines de lucro. La inversión en prisiones privadas y el apoyo a la industria no son sólidos, y la desinversión fue lo correcto para nuestros clientes, accionistas y el país en general”.

## Cobertura mediática en los EE. UU.

### Documentales
- • Kids for cash scandal apareció en Capitalism: A Love Story, el documental de 2009 de Michael Moore. [121]
- • En febrero de 2014 se publicó un documental completo que trata sobre los escándalos de dinero para niños, titulado Kids for Cash. [122]
- • 13th es un documental nominado al Oscar 2016 que examina el papel de los contratos de las prisiones privadas en el encarcelamiento masivo de negros y latinos, principalmente en EE. UU. El nombre se refiere a la Decimotercera Enmienda que abolió la esclavitud, pero permite la servidumbre involuntaria como castigo por el crimen.
- • Prisión Inc.

### Dramas
- El escándalo de Kids for Cash también ha llevado a varias representaciones en obras de ficción. Tanto el episodio "Crush" de Law & Order: SVU como un episodio de The Good Wife presentaron jueces corruptos enviando a niños a centros de detención privados. Un episodio de Cold Case titulado "Jurisprudence" se basa libremente en este evento.
- La temporada 3 de Orange Is the New Black retrata la transformación de la prisión de propiedad federal a una organización con fines de lucro.
- La serie española de Atres Media "Vis a Vis" se desarrolla en una cárcel privada bajo el nombre de "Cruz del Sur" (temporada 1 y 2) y "Cruz del Norte" (temporada 3 y 4).

### Otras lecturas
- Austin, James, Ph.D.; Coventry, Garry, Ph.D. (February 2001). Emerging Issues on Privatized Prisons. Washington, D.C.: Bureau of Justice Assistance, Office of Justice Programs, Departamento de Justicia de los Estados Unidos. OCLC 47042765. NCJ 181249.
- Chang, Tracy F. H.; Thompkins, Douglas E. (2002). «Corporations Go to Prisons: The Expansion of Corporate Power in the Correctional Industry». Labor Studies Journal (en inglés) 27 (1): 45-69. doi:10.1177/0160449x0202700104.
- Harcourt, Bernard (2012). The Illusion of Free Markets: Punishment and the Myth of Natural Order. Cambridge, Mass.: Harvard University Press. ISBN 0674066162.
- Le Vay, Julian (2015). Competition for Prison: Public or Private?. Bristol, UK: Policy Press. ISBN 9781447313229. OCLC 982262933. Julian Le Vay is the former finance director of Her Majesty's Prison Service. El libro se deriva de todos los análisis disponibles sobre los costos de las prisiones públicas y privadas.
- Selman, Donna; Leighton, Paul (2010). Punishment for Sale: Private Prisons, Big Business, and the Incarceration Binge. Issues in Crime and Justice. Guilford, Conn.: Rowman & Littlefield Publishers. ISBN 9781442201729. Prisión privada en Google Libros.